# Alexander Alexandrowitsch Grisman
Alexander Alexandrowitsch Grisman (russisch Александр Александрович Гризман; * 2. Dezember 1980 in Nowokamala, Rajon Rybnoje, Region Krasnojarsk; † 12. Juni 2008 in Krasnojarsk) war ein russischer Sommerbiathlet.
Alexander Grisman nahm an den Sommerbiathlon-Weltmeisterschaften 2007 in Otepää teil, bei denen er an den Wettbewerben auf Skirollern startete. Im Sprint verpasste er um 3,1 Sekunden noch eine Bronzemedaille gegen den Esten Roland Lessing und wurde Viertplatzierter. Beim anschließenden Verfolgungsrennen konnte er sich bis auf den ersten Rang verbessern und wurde Weltmeister.
Im Juni 2008 trainierte Grisman gemeinsam mit dem Wintertriathleten Michail Panin auf Fahrrädern zwischen den Städten Diwnogorsk und Krasnojarsk, als sie in einer Kurve von einem entgegenkommenden Lada erfasst wurden, dessen Fahrer betrunken war. Knapp eine Woche nach dem Unfall im Koma liegend erlag Grisman seinen schweren Kopfverletzungen. Er hinterließ eine Frau und eine Tochter. 2009 wurde der Alexander-Grizman-Gedächtnis-Preis ins Leben gerufen und bei den Sommerbiathlon-Weltmeisterschaften 2009 in Oberhof an Michael Rösch vergeben.

## Belege
1. ↑  Sommerbiathlon-Weltmeister erliegt schweren Verletzungen (Memento des Originals vom 13. März 2012 im Internet Archive)  Info: Der Archivlink wurde automatisch eingesetzt und noch nicht geprüft. Bitte prüfe Original- und Archivlink gemäß Anleitung und entferne dann diesen Hinweis.
2. ↑  Russe Grizman erliegt Verletzungen
3. ↑  Alexander Grizman-Gedächtnispreis für Michael Rösch (Seite nicht mehr abrufbar, festgestellt im März 2018. Suche in Webarchiven)

| Personendaten    | Personendaten                                        |
| ---------------- | ---------------------------------------------------- |
| NAME             | Grisman, Alexander Alexandrowitsch                   |
| ALTERNATIVNAMEN  | Grizman, Alexander; Гризман, Александр Александрович |
| KURZBESCHREIBUNG | russischer Sommerbiathlet                            |
| GEBURTSDATUM     | 2. Dezember 1980                                     |
| GEBURTSORT       | Nowokamala, Rajon Rybnoje, Region Krasnojarsk        |
| STERBEDATUM      | 12. Juni 2008                                        |
| STERBEORT        | Krasnojarsk                                          |